# Trichuris campanula
Trichuris campanula е паразитен нематод от семейство Trichuridae. Паразитира в дебелите черва на представителите на семейство Котки. Паразитите са разделнополови като при всеки от тях половата система е единична. Тялото в предната част е тънко, а в задната част – дебело. Там е пометена и половата система. Мъжките са по-дребни с размери 20,5 mm, а дължината при женските е 31,5 mm. Спикулното влагалище при мъжките е късо – около 1,5 mm. Вулвата е обиколена от две не много изпъкнали устни. Яйцата са овални с развита ларва в тях и размери 72/36 μm. Видът е разпространен повсеместно.